# Polysphincta gutfreundi
Polysphincta gutfreundi är en stekelart som beskrevs av Ian D. Gauld 1991. Polysphincta gutfreundi ingår i släktet Polysphincta och familjen brokparasitsteklar. Inga underarter finns listade i Catalogue of Life.